# Sędziszów Małopolski
Sędziszów Małopolski là một thị trấn thuộc huyện Ropczycko-sędziszowski, tỉnh Podkarpackie ở đông-nam Ba Lan. Thị trấn có diện tích 10 km². Đến ngày 1 tháng 1 năm 2011, dân số của thị trấn là 7149 người và mật độ 718 người/km².